# Луј Фадрике
Луј Фадрике (такође Luis or Lluís Frederic d'Aragó; умро 1382. године) каталонски племић који је био гроф од Салоне, као и господар разних других градова у централној Грчкој од око. 1365. године, до смрти 1382. године, 1375–1381. године, такође је служио као генерални викар двојног војводства Атине и Неопатре.

## Биографија
Луј је био син Џејмса Фадрикеа и унук Алфонса Фадрикеа. Када је његов отац заузео тврђаву Сидерокастрон 1365. године, Луј је постао њен кастелан, иако је био малолетан. Када је Џејмс умро 1366. године, Луј је поред тога добио у посед и оближњи град Зетуни. Након махинација агената тадашњег генералног викара, Роџера де Лурије, у јуну 1367. године, краљ Фридрих III од Сицилије наредио је Лују да преда Сидерокастрон Николи де Сози, али изгледа да је Луј то занемарио и задржао контролу над тврђавом током свог живот. Око 1368. године, оженио се Хеленом Асен Кантакузин, ћерком Матије Кантакузина, бившег византијског цара - савладара (1353–1357). Пар је имао једну ћерку Марију.
Луј је такође дошао у сукоб са својим стрицем, грофом Бонифацијем Фадрикеом, коме је Џејмс дао „сва своја права и имања“ у Атинском војводству, укључујући округ Салона са Лоидорикијем и Ветераницом, и острво Егину, које је Бонифације дао свом сину Петру. Уз подршку већине каталонских феудалаца, узнемирених након што је фирентински авантуриста војвода Нерио I Ачајоли заузео Мегару, у априлу 1375. године, Луј је од краља Фридриха III добио његово именовање за генералног викара двојног војводства Атине и Неопатре. Очигледно је обављао дужност од смрти или неспособности свог прилично неспособног претходника, Матеја од Пералте, претходне године; и остаће на дужности до јесени 1381. године. Са ове позиције, Луис је успео да победи свог стрица и рођака када су се они подигли против њега. Луј је преузео њихову имовину, а Петра послао у изгнанство и затвор у Арагон. Његов стриц  гроф Бонифације је убрзо умро негде пре септембра 1380. године.
Након смрти краља Фридриха III, Луј је подржао преузимање војводства од стране краља Переа IV од Арагона, насупрот Фридрихове ћерке, Марије. Краљ Пере IV је коначно успео 1379. године, а два војводства Атина и Неопатра су директно припојена круни Арагона. Иако су Бонифацијева удовица и његов други син Јован у мају 1381. године, добили помиловање од новог војводе и обећање за реституцију Бонифацијеве имовине, нејасно је да ли је то икада учињено; у сваком случају Луј се појављује као „гроф од Салоне“ на листи датираној 1380/31. године. Гроф Луј је био мање успешан против другог моћног феудатора, атинског кастелана, Галсерана од Пералте. Очигледно уживајући подршку Каталонаца у граду, Пералта је успео да се одупре грофу Лују са Атинског Акропоља. Пошто је и сам чврсто подржао краља Переа IV у спору око контроле над војводствима, успео је да обезбеди признање свог положаја, поседа и привилегија у споразуму са грофом Лујем, који је ратификовао краљ Пере IV у септембру 1380. године.
У исто време, каталонска војводства су се суочила са новим и опасним противником: плаћеничком Наварском четом, која је у пролеће 1379. године, напала Беотију из Мореје — уз дозволу, ако не и уз помоћ, свог савезника Нерија Ачајолија, који је контролисао регион који је повезивао Мореју са Централном Грчком. Наварци су брзо освојили Тебу, главни град Атинског војводства, који је остао неутврђен, у мају или јуну 1379. године. Упркос паду Тебе, гроф Луј се упорно противио обрачуну са Наварцима. Поред Нерија Ачајолија, гроф Луј је такође уживао подршку витезова Хоспиталаца, а убрзо су се удружили са двојицом суседа Каталонаца, војводом архипелага Николајем III дале Карцеријем и маркизом од Бодонице, Франческом Ђорђијем. Крајем 1380. или почетком 1381. године, Наварци су заузели и град Ливадију. Гроф Луј је преузео неке од избеглица из града у свој феуд Салона, док су други побегли на Еубеју.
Почетком јесени 1381. године, грофа Луја је на месту генералног викара заменио Филип Далмау, виконт од Рокабертија, који је већ био именован 1379. године, али још није стигао у Грчку да преузме своју функцију. Током Далмауове резиденције у Грчкој, Луј је са њим разговарао о могућности брака између његове ћерке и Далмауовог сина Бернадуха, али је он умро средином јесени 1382. године. У Салони га је наследила удовица, док је краљ Пере IV дао у посед његовој ћерки Марији, Сидерокастрон доживотно, под условом да се уда за Бернадуха. Међутим, овај брак се никада није реализовао, а каталонски извори више не помињу Сидерокастрон након тога.